# Liste der Bodendenkmale in Dörverden
In der Liste der Bodendenkmale in Dörverden sind die Bodendenkmale der niedersächsischen Gemeinde Dörverden aufgeführt. Die Quelle ist der Denkmalatlas Niedersachsen. 

Dörverden im Landkreis Verden

Der Stand der Liste ist der 30. Dezember 2024.

## Allgemein
In den Spalten finden sich folgende Informationen des Bodendenkmales:
Lagegeographische Koordinaten
BezeichnungBezeichnung lt. Denkmalatlas
BeschreibungBeschreibung lt. Denkmalatlas
IDObjekt-ID
BildBild, ggf. zusätzlich mit Link zu weiteren Fotos im Medienarchiv Wikimedia Commons.

## Ahnebergen
| Lage                        | Bezeichnung         | Beschreibung | ID       | Bild |
| --------------------------- | ------------------- | --- | -------- | ---- |
| 52° 53′ 19″ N, 9° 16′ 51″ O | Ahnebergen 8, Deich | Direkt östlich an Ahnebergen angrenzend erstreckt sich Richtung Norden ein teils abgetragener Altdeich, der heute noch unter der modernen Deichaufschüttung vorhanden ist. Bereits in der Kurhannoverschen Landesaufnahme von 1778, Blatt 73, verzeichnet. Ca. 3 km lang und setzt sich im Nordwesten und im Süden in weiteren Altdeichen fort. Moderne Höhe maximal 3 m, Breite 20 m. Archivalische Erwähnungen aus dem Jahr 1566 (Erhardt/Fischer 2018, 382), 1698 wird berichtet, der „Ahneberger Bogen“ müsse repariert werden, als Baumaterialien werden Pfähle und Stroh genannt (von Horn 49). Das genaue Alter des Deichs ist nicht bekannt. - Teilstück ID: 36297584 - Teilstück ID: 36297623 - Teilstück ID: 36297743 - Teilstück ID: 36298867 | 35295759 | BW   |

## Barme
| Lage                        | Bezeichnung        | Beschreibung                              | ID       | Bild |
| --------------------------- | ------------------ | ----------------------------------------- | -------- | ---- |
| 52° 50′ 1″ N, 9° 13′ 2″ O   | Barme 1, Grabhügel | Durchmesser ca. ?? m und Höhe ca. 1,4 m.  | 32201456 | BW   |
| 52° 49′ 28″ N, 9° 14′ 20″ O | Barme 2, Grabhügel | Durchmesser ca. 10 m und Höhe ca. 1,25 m. | 32201552 | BW   |
| 52° 49′ 26″ N, 9° 14′ 17″ O | Barme 3, Grabhügel | Durchmesser ca. 22 m und Höhe ca. 0,8 m.  | 32201568 | BW   |
| 52° 49′ 25″ N, 9° 14′ 15″ O | Barme 4, Grabhügel | Durchmesser ca. 22 m und Höhe ca. 0,8 m.  | 32201569 | BW   |
| 52° 49′ 43″ N, 9° 13′ 15″ O | Barme 5, Motte     |                                           | 32603578 | BW   |

## Barnstedt
| Lage                        | Bezeichnung        | Beschreibung | ID       | Bild |
| --------------------------- | ------------------ | --- | -------- | ---- |
| 52° 52′ 21″ N, 9° 17′ 25″ O | Barnstedt 3, Deich | Direkt östlich an Ahnebergen angrenzend erstreckt sich Richtung Norden und Süden ein nahezu vollständig abgetragener Altdeich, der heute in drei Abschnitten noch unter der modernen Deichaufschüttung vorhanden ist. Bereits in der Kurhannoverschen Landesaufnahme von 1778, Blatt 73, verzeichnet. Ca. 2,3 km lang und setzt sich im Norden und im Süden in weiteren Altdeichen fort. Die moderne Höhe maximal 2,5 m, Breite 15 m. Archivalische Erwähnungen zum Deich aus den Jahren 1673/74 als der Allerdeich bei Barnstedt brach (Erhardt/Fischer 2018, 384), zudem wird 1775 von Deichdurchbrüchen im Barnstedter Holz und in der Barnstedter Marsch berichtet (von Horn, 108). Das genaue Alter des Deichs ist nicht bekannt. - Teilstück ID: 36297221 - Teilstück ID: 36297264 - Teilstück ID: 36298802 | 35295731 | BW   |

## Diensthop
| Lage                        | Bezeichnung                    | Beschreibung | ID       | Bild |
| --------------------------- | ------------------------------ | --- | -------- | ---- |
| 52° 49′ 4″ N, 9° 14′ 58″ O  | Diensthop 15, Grabhügel        | Durchmesser ca. 21 m und Höhe ca. 2 m. | 32201335 | BW   |
| 52° 48′ 16″ N, 9° 16′ 3″ O  | Diensthop 26, Grabhügel        | Durchmesser ca. 22 m und Höhe ca. 1,5 m. | 32203738 | BW   |
| 52° 48′ 15″ N, 9° 16′ 1″ O  | Diensthop 27, Grabhügel        | Durchmesser ca. 18 m und Höhe ca. 1,2 m, zum Teil angegraben. | 32203739 | BW   |
| 52° 49′ 27″ N, 9° 15′ 52″ O | Diensthop 31, Umwallung/Gehege | Wall-und-Graben Anlage. Zwei Ringgräben und ein rechteckiger Graben umgeben eine leicht erhöhte quadratische Innenfläche von ca. 10 × 10 m. Durchmesser 52 × 46 m. Gräben bis zu 3 m breit, stellenweise sehr viel schmaler und zwischen 0,20 m und 0,65 m tief und von leicht erhöhten Wällen begleitet, wovon der Innere 6 m breit, der Mittlere 3 m breit, und der Äußere nur ganz schwach zu erkennen ist. Weder das Alter noch die Funktion der Anlage sind bekannt. | 32602831 | BW   |
| 52° 49′ 12″ N, 9° 15′ 42″ O | Diensthop 34, Grenzstein       | | 32603179 | BW   |
| 52° 49′ 13″ N, 9° 14′ 29″ O | Diensthop 41, Grabhügel        | Durchmesser ca. 18 m und Höhe ca. 1,3 m. | 34386583 | BW   |

### Diensthop 1
- ID:32201865
- Grabhügelfeld.

| Lage                        | Bezeichnung  | Beschreibung                                                                            | ID       | Bild |
| --------------------------- | ------------ | --------------------------------------------------------------------------------------- | -------- | ---- |
| 52° 49′ 31″ N, 9° 14′ 25″ O | Diensthop 1  | Durchmesser ca. 20 m und Höhe ca. 1,5 m, von Fahrspur geteilt.                          | 32202833 | BW   |
| 52° 49′ 30″ N, 9° 14′ 24″ O | Diensthop 2  | Durchmesser ca. 19 m und Höhe ca. 1,5 m, von Fahrspur geteilt.                          | 32202834 | BW   |
| 52° 49′ 30″ N, 9° 14′ 24″ O | Diensthop 3  | Durchmesser ca. 13 m und Höhe ca. 1,5 m, von Fahrspur geteilt.                          | 32202835 | BW   |
| 52° 49′ 30″ N, 9° 14′ 25″ O | Diensthop 4  | Durchmesser ca. 13 m und Höhe ca. 0,8 m, von Fahrspur geteilt.                          | 32202954 | BW   |
| 52° 49′ 28″ N, 9° 14′ 23″ O | Diensthop 5  | Durchmesser ca. 18 m und Höhe ca. 1,5 m, von Fahrspur geteilt.                          | 32202955 | BW   |
| 52° 49′ 29″ N, 9° 14′ 25″ O | Diensthop 6  | Durchmesser ca. 17 m und Höhe ca. 0,8 m, von Fahrspur geteilt.                          | 32202956 | BW   |
| 52° 49′ 27″ N, 9° 14′ 24″ O | Diensthop 7  | Durchmesser ca. 20 m und Höhe ca. 1,5 m, durch einen Ost-West verlaufenden Weg gestört. | 32201098 | BW   |
| 52° 49′ 26″ N, 9° 14′ 27″ O | Diensthop 8  | Durchmesser ca. 17 m nach Südosten hin länglich und Höhe ca. 1,75 m.                    | 32201099 | BW   |
| 52° 49′ 24″ N, 9° 14′ 26″ O | Diensthop 9  | Durchmesser ca. 13 m und Höhe ca. 1 m.                                                  | 32201100 | BW   |
| 52° 49′ 21″ N, 9° 14′ 27″ O | Diensthop 10 | Durchmesser ca. 18 m und Höhe ca. 1,25 m.                                               | 32201205 | BW   |
| 52° 49′ 20″ N, 9° 14′ 27″ O | Diensthop 11 | Durchmesser ca. 15 m und Höhe ca. 1,5 m.                                                | 32201206 | BW   |
| 52° 49′ 20″ N, 9° 14′ 27″ O | Diensthop 12 | Durchmesser ca. 17 m und Höhe ca. 1 m.                                                  | 32201207 | BW   |
| 52° 49′ 19″ N, 9° 14′ 27″ O | Diensthop 13 | Durchmesser ca. 19 m und Höhe ca. 1,5 m.                                                | 32201333 | BW   |

### Diensthop 16
- ID:32204846
- Grabhügelfeld.

| Lage                        | Bezeichnung  | Beschreibung                                                                                 | ID       | Bild |
| --------------------------- | ------------ | -------------------------------------------------------------------------------------------- | -------- | ---- |
| 52° 48′ 48″ N, 9° 14′ 47″ O | Diensthop 16 | Durchmesser ca. 18 m und Höhe ca. 1,5 m.                                                     | 32201356 | BW   |
| 52° 48′ 47″ N, 9° 14′ 48″ O | Diensthop 17 | Durchmesser ca. 20 m und Höhe ca. 1,5 m.                                                     | 32201357 | BW   |
| 52° 48′ 46″ N, 9° 14′ 47″ O | Diensthop 18 | Durchmesser ca. 17 m und Höhe ca. 1,5 m.                                                     | 32201358 | BW   |
| 52° 48′ 46″ N, 9° 14′ 48″ O | Diensthop 19 | Durchmesser ca. 20 m und Höhe ca. 1,5 m.                                                     | 32203593 | BW   |
| 52° 48′ 45″ N, 9° 14′ 48″ O | Diensthop 20 | Durchmesser ca. 18 m und Höhe ca. 1,5 m.                                                     | 32203594 | BW   |
| 52° 48′ 45″ N, 9° 14′ 49″ O | Diensthop 21 | Durchmesser ca. 21 m und Höhe ca. 1,5 m, östlicher Teil durch angrenzenden Steinweg gekappt. | 32203595 | BW   |
| 52° 48′ 44″ N, 9° 14′ 47″ O | Diensthop 22 | Durchmesser ca. 19 m und Höhe ca. 1,5 m, Steinweg hat Grabhügel halbiert.                    | 32203618 | BW   |
| 52° 48′ 43″ N, 9° 14′ 47″ O | Diensthop 23 | Durchmesser ca. 21 m und Höhe ca. 1,5 m.                                                     | 32203619 | BW   |
| 52° 48′ 44″ N, 9° 14′ 46″ O | Diensthop 29 | Durchmesser ca. 9 m und Höhe ca. 0,5 m.                                                      | 32204845 | BW   |

## Dörverden
| Lage                        | Bezeichnung                                | Beschreibung | ID       | Bild |
| --------------------------- | ------------------------------------------ | --- | -------- | ---- |
| 52° 49′ 50″ N, 9° 14′ 12″ O | Dörverden 1, Grabhügel                     | Durchmesser ca. 13 m und Höhe ca. 1 m, Nordseite beschädigt. | 32603557 | BW   |
| 52° 49′ 50″ N, 9° 14′ 13″ O | Dörverden 2, Grabhügel                     | Durchmesser ca. 14 m und Höhe ca. 1 m. | 32204113 | BW   |
| 52° 49′ 49″ N, 9° 14′ 15″ O | Dörverden 3, Grabhügel                     | Durchmesser ca. 13 m und Höhe ca. 1,25 m. | 32204339 | BW   |
| 52° 50′ 31″ N, 9° 13′ 9″ O  | Dörverden 10, Gemischt belegtes Gräberfeld | In der ehemaligen Sandgrube Förster, nur wenige hundert Meter südlich des alten Dorfkerns von Dörverden, kamen seit dem 19. Jh. archäologische Funde zum Vorschein. Bei einer archäologischen Ausgrabung in den Jahren 1956–58 wurden 157 Gräber vorwiegend der Merowingerzeit und des Frühmittelalters untersucht. Sowohl um Brandbestattungen als auch um Körpergräber. Des Weiteren fanden sich prähistorische Siedlungsfunde der Jungsteinzeit (Trichterbecherkultur und Einzelgrabkultur) sowie ein Urnengrab und Siedlungsfunde der frühen Eisenzeit (Nienburger Gruppe). Ein römischer Denar des 1. Jh. und zwei Bügelfibeln des 4. Jh. gehören in die römische Kaiserzeit.                            | 33780716 | BW   |
| 52° 51′ 23″ N, 9° 11′ 17″ O | Dörverden 42, Deich                        | Direkt an den Lohof angrenzend erstreckt sich Richtung Westen und Osten ein zum Teil abgetragener Altdeich, der heute in drei Abschnitten noch unter der modernen Deichaufschüttung vorhanden ist. Bereits in der Kurhannoverschen Landesaufnahme von 1771, Blatt 42, verzeichnet. Ca. 1,7 km lang und setzt sich im Osten in weiteren Altdeich fort. Moderne Höhe maximal 1,5 m, Breite maximal 15 m. Archivalische Erwähnungen kommen möglicherweise aus 1659 als der Deich beim Dunkershof bei Dörverden brach (Erhardt/Fischer 2018, 283). Ob es sich beim Dunkershof tatsächlich um den heutigen Lohof oder um einen benachbarten Hof handelt, ist offen. Das genaue Alter des Deichs ist nicht bekannt. | 35841330 | BW   |
| 52° 52′ 30″ N, 9° 12′ 41″ O | Dörverden 43, Deich                        | Altdeich nordwestlich von Dörverden Richtung Lohhof und von dort nach Rieda. Zwar größtenteils abgetragen, aber in fünf Teilabschnitten noch unter der modernen Deichaufschüttung erhalten. Bereits in der Kurhannoverschen Landesaufnahme von 1771, Blatt 42, verzeichnet. Ca. 5 km lang und setzt sich im Osten in weiteren Altdeich fort. Moderne Höhe maximal 3 m, Breite maximal 20 m. Archivalische Erwähnungen kommen möglicherweise aus 1659 als der Deich beim Dunkershof bei Dörverden brach (Erhardt/Fischer 2018, 283). Ob es sich beim Dunkershof tatsächlich um den heutigen Lohof oder um einen benachbarten Hof handelt, ist offen. Das genaue Alter des Deichs ist nicht bekannt.            | 35842811 | BW   |
| 52° 52′ 28″ N, 9° 14′ 3″ O  | Dörverden 52, Wurt                         | Nord-Süd orientiert, oval, 100 × 50 m und Höhe ca. 0,3 m. Modern bebaut. Frühe Erwähnungen in der Karte Kurhannoversche Landesaufnahme von 1771, Blatt 43, mit einem Gehöft dargestellt. Ersterwähnung aus dem Jahre 1538 (Bredthauer 1965, 103). Das genaue Alter ist nicht bekannt. | 37538210 | BW   |
| 52° 52′ 29″ N, 9° 14′ 8″ O  | Dörverden 53, Wurt                         | Nord-Süd orientiert, ovalt, 90 × 60 m und Höhe ca. 0,3 m. Modern bebaut. Frühe Erwähnungen in der Karte Kurhannoversche Landesaufnahme von 1771, Blatt 43, mit einem Gehöft dargestellt. Das genaue Alter ist nicht bekannt. | 37538220 | BW   |
| 52° 52′ 31″ N, 9° 14′ 1″ O  | Dörverden 54, Wurt                         | Nord-Süd orientiert, ovalt, 100 × 60 m und Höhe ca. 0,3 m. Modern bebaut. Frühe Erwähnungen in der Karte Kurhannoversche Landesaufnahme von 1771, Blatt 43, mit einem Gehöft dargestellt. Ersterwähnung aus dem Jahre 1738 (Bredthauer 1965, 103) Das genaue Alter ist nicht bekannt. | 37507978 | BW   |

## Hülsen
| Lage                        | Bezeichnung          | Beschreibung | ID       | Bild |
| --------------------------- | -------------------- | --- | -------- | ---- |
| 52° 48′ 53″ N, 9° 19′ 45″ O | Hülsen 4, Grenzstein | Zwei umgesetzte Grenzsteine. Der größere ist 1 m hoch, 0,55 m breit und 0,2 m dick. Eine Seite zeigt das Kreuz des Bistums Verden, die andere das Wappen der Grafschaft Hoya. Beide Seiten tragen Inschriften. Der kleinere ist 0,6 m hoch, 0,45 m breit und 0,25 m dick. Er trägt das Löwenwappen des Herzogtums Lüneburg auf der einen, und das Kreuz des Bistums Verden auf der anderen Seite. In zwei Hälften gespalten und war ursprünglich vermutlich höher. Inschrift nicht erhalten. Datiert wohl ebenfalls in das 16. Jh. Der ursprüngliche Standort dürfte bei der Kalihalde etwa 1000 m nördlich gelegen haben. Dort stießen die Grenzen des Bistums Verden, der Grafschaft Hoya und des Herzogtums Lüneburg aneinander. | 32603070 | BW   |
| 52° 48′ 9″ N, 9° 19′ 23″ O  | Hülsen 29, Landwehr  | * Teilstück ID: 36943776 | 32202941 | BW   |
| 52° 46′ 13″ N, 9° 19′ 31″ O | Hülsen 47, Grabhügel | Durchmesser ca. 11 m und Höhe ca. 0,8 m. | 32203732 | BW   |
| 52° 46′ 13″ N, 9° 19′ 30″ O | Hülsen 48, Grabhügel | Durchmesser ca. 11 m und Höhe ca. 0,7 m. | 32203862 | BW   |
| 52° 49′ 48″ N, 9° 20′ 20″ O | Hülsen 64, Deich     | Altdeich. In der Kurhannoverschen Landesaufnahme von 1771 bereits verzeichnet, der heute jedoch größtenteils unter dem modernen Deich liegt. Ehemalige Länge ca. 1,8 km. Ein mittlerer Teilabschnitt ist auf einer Länge von ca. 270 m obertägig sichtbar, bis zu 4,5 m hoch und 15 m breit. Nordwestlich gelegener Deichabschnitt ist dagegen obertägig abgetragen. - Teilstück ID: 36286856 - Teilstück ID: 36286971 - Teilstück ID: 36291676 | 35295588 | BW   |

### Hülsen 7
- ID:32603065
- Grabhügelfeld.

| Lage                        | Bezeichnung           | Beschreibung | ID       | Bild |
| --------------------------- | --------------------- | --- | -------- | ---- |
| 52° 48′ 27″ N, 9° 18′ 40″ O | Hülsen 7              | Durchmesser ca. 9 m und Höhe ca. 0,6 m. | 32201808 | BW   |
| 52° 48′ 26″ N, 9° 18′ 42″ O | Hülsen 8              | Durchmesser ca. 5 m und Höhe ca. 0,3 m. | 32201809 | BW   |
| 52° 48′ 26″ N, 9° 18′ 43″ O | Hülsen 9              | Durchmesser ca. 5 m und Höhe ca. 0,35 m. | 32201955 | BW   |
| 52° 48′ 26″ N, 9° 18′ 43″ O | Hülsen 12             | Durchmesser ca. 8 m und Höhe ca. 0,4 m. | 32201957 | BW   |
| 52° 48′ 25″ N, 9° 18′ 42″ O | Hülsen 13             | Durchmesser ca. 9 m und Höhe ca. 0,4 m. | 32202058 | BW   |
| 52° 48′ 25″ N, 9° 18′ 41″ O | Hülsen 14             | Durchmesser ca. 5 m und Höhe ca. 0,35 m, zentrale Vertiefung spricht für eine unkontrollierte Grabung.                                                          | 32202059 | BW   |
| 52° 48′ 25″ N, 9° 18′ 41″ O | Hülsen 15             | Durchmesser ca. 12 m und Höhe ca. 1 m, ebenmäßig gewölbt. | 32202060 | BW   |
| 52° 48′ 23″ N, 9° 18′ 41″ O | Hülsen 16             | Durchmesser ca. 8 m und Höhe ca. 0,3 m. | 32202201 | BW   |
| 52° 48′ 23″ N, 9° 18′ 38″ O | Hülsen 17             | Durchmesser ca. 19 m und Höhe ca. 1,5 m, mit flachen Eingrabungen und abgesetztem Rand.                                                                         | 32202202 | BW   |
| 52° 48′ 22″ N, 9° 18′ 35″ O | Hülsen 18             | Durchmesser ca. 6 m und Höhe ca. 0,35 m. | 32202203 | BW   |
| 52° 48′ 28″ N, 9° 18′ 43″ O | Hülsen 19, Wegespuren | Sieben Wegspuren, mit einem NO-SW Verlauf. Bis zu 50 m lang, in den Untergrund eingeschnitten und könnten mit den benachbarten Grabhügeln in Verbindung stehen. | 32202316 | BW   |
| 52° 48′ 29″ N, 9° 18′ 42″ O | Hülsen 55             | Durchmesser ca. 9 m und Höhe ca. 0,5 m. Annähernd rund. | 32202988 | BW   |
| 52° 48′ 28″ N, 9° 18′ 41″ O | Hülsen 56             | Länglich ca. 12,5 × 6 m und Höhe ca. 0,2 m. NO-SW orientiert.                                                                                                   | 32201366 | BW   |
| 52° 48′ 28″ N, 9° 18′ 41″ O | Hülsen 57             | Länglich ca. 12,5 × 7 m und Höhe ca. 0,2 m. NO-SW orientiert.                                                                                                   | 32201368 | BW   |
| 52° 48′ 24″ N, 9° 18′ 40″ O | Hülsen 58             | Durchmesser ca. 5 m und Höhe ca. 0,2 m. | 32201367 | BW   |
| 52° 48′ 25″ N, 9° 18′ 40″ O | Hülsen 59             | Durchmesser ca. 5 m und Höhe ca. 0,25 m. | 32201236 | BW   |

## Stedebergen
| Lage                        | Bezeichnung          | Beschreibung | ID       | Bild |
| --------------------------- | -------------------- | --- | -------- | ---- |
| 52° 53′ 30″ N, 9° 13′ 13″ O | Stedebergen 5, Deich | Altdeich verläuft westlich von Stedebergen entlang der B215 Richtung Norden, größtenteils abgetragen, aber noch in drei Teilabschnitten von zusammen ca. 130 m erhalten. Bereits in der Kurhannoverschen Landesaufnahme von 1771, Blatt 42, verzeichnet. Ca. 1,2 km lang und setzte sich im Norden in weiteren Altdeich fort. Die moderne Höhe maximal 1,9 m bei Breite maximal 8,5 m. - Teilstück ID: 36875783 - Teilstück ID: 36875881 - Teilstück ID: 36876208 | 36301878 | BW   |

## Wahnebergen
| Lage                        | Bezeichnung          | Beschreibung | ID       | Bild |
| --------------------------- | -------------------- | --- | -------- | ---- |
| 52° 54′ 1″ N, 9° 15′ 16″ O  | Wahnebergen 4, Deich | Altdeich verläuft 1,9 km östlich von Wahnebergegen teils entlang der Aller. Zum Teil abgetragen, aber noch in drei Teilabschnitten von zusammen ca. 1.400 m unter der modernen Deichaufschüttung und entlang der Aller erhalten. Bereits in der Kurhannoverschen Landesaufnahme von 1771, Blatt 13, verzeichnet. Ca. 1,9 km lang und setzte sich im Norden in einem weiteren Altdeich fort. Moderne Höhe maximal 3,5 m bei Breite maximal 20 m. 1664 wird erstmals ein Deich bei Wahnebergen genannt (Erhardt/Fischer 2018, 382 f.). - Teilstück ID: 36297977 - Teilstück ID: 36298275 - Teilstück ID: 36298310 | 35132958 | BW   |
| 52° 53′ 31″ N, 9° 14′ 18″ O | Wahnebergen 7, Wurt  | NO-SW orientierte, nahezu runde Wurt; Durchmesser ca. 70 m und Höhe ca. 0,3 m. Modern bebaut. Frühe Erwähnungen in der Karte Kurhannoversche Landesaufnahme von 1771, Blatt 43, wo die Wurt mit einem Gehöft dargestellt ist. Ersterwähnung aus dem Jahre 1647 (Voigt, 1967, 138). Das genaue Alter der Wurt ist nicht bekannt. | 37538228 | BW   |
| 52° 53′ 35″ N, 9° 14′ 17″ O | Wahnebergen 8, Wurt  | NO-SW orientiert, oval, ca. 130 × 90 m und Höhe ca. 0,3 m. Modern bebaut. Frühe Erwähnungen in der Karte Kurhannoversche Landesaufnahme von 1771, Blatt 43, wo die Wurt mit einem Gehöft dargestellt ist. Ersterwähnung aus dem Jahre 1654 (Voigt, 1967, 138). Das genaue Alter der Wurt ist nicht bekannt. | 37538236 | BW   |
| 52° 53′ 38″ N, 9° 14′ 12″ O | Wahnebergen 9, Wurt  | NO-SW orientiert, unförmig, ca. 110 × 90 m und Höhe ca. 0,3 m. Modern bebaut. Frühe Erwähnungen in der Karte Kurhannoversche Landesaufnahme von 1771, Blatt 43, wo die Wurt mit einem Gehöft dargestellt ist. Ersterwähnung aus dem Jahre 1632 (Voigt, 1967, 138). Das genaue Alter der Wurt ist nicht bekannt. | 37538244 | BW   |
| 52° 53′ 40″ N, 9° 14′ 6″ O  | Wahnebergen 10, Wurt | NO-SW orientiert, unförmig, ca. 100 × 80 m und Höhe ca. 0,3 m. Modern bebaut. Frühe Erwähnungen in der Karte Kurhannoversche Landesaufnahme von 1771, Blatt 43, wo die Wurt mit einem Gehöft dargestellt ist. Ersterwähnung aus dem Jahre 1600 (Voigt, 1967, 138). Das genaue Alter der Wurt ist nicht bekannt. | 37538252 | BW   |
| 52° 53′ 41″ N, 9° 14′ 15″ O | Wahnebergen 11, Wurt | NW-SO orientiert, unförmig, ca. 100 × 60 m und Höhe ca. 0,3 m. Modern bebaut. Frühe Erwähnungen in der Karte Kurhannoversche Landesaufnahme von 1771, Blatt 43, wo die Wurt mit einem Gehöft dargestellt ist. Ersterwähnung aus dem Jahre 1600 (Voigt, 1967, 138). Das genaue Alter der Wurt ist nicht bekannt. | 37538260 | BW   |

## Westen
| Lage                        | Bezeichnung           | Beschreibung | ID       | Bild |
| --------------------------- | --------------------- | --- | -------- | ---- |
| 52° 49′ 16″ N, 9° 18′ 23″ O | Westen 6, Grenzstein  | 0,68 m hoch, 0,65 m breit und 0,18 m dick. Eine Seite zeigt das Wappen des Bistums Verden, die andere das Wappen der Grafschaft Hoya. Beide Seiten tragen erkennbare Inschriftfragmente. 1575 auf Weisung des Bischofs von Verden als Grenzmarkierung gegen die Grafschaft Hoya aufgestellt. Auf einer Karte von 1650, die im Kriegsarchiv Stockholm aufbewahrt wird und das „Herzogtum Verden - Land zwischen den „schiffbaren“ Flüssen Weser und Aller“ darstellt, ist ein Grenzstein zwischen Windmühle und Aller vermerkt, etwa zwischen dem heutigen Sportplatz und Radweg gelegen. Das dürfte dieser Grenzstein sein. | 32204352 | BW   |
| 52° 49′ 9″ N, 9° 17′ 11″ O  | Westen 14, Grenzstein | 1,38 m hoch, 0,59 m breit und 0,17 m dick. Eine Seite trägt das Wappen des Bistums Verden, die andere das Wappen der Grafschaft Hoya. | 32204721 | BW   |
| 52° 49′ 8″ N, 9° 16′ 43″ O  | Westen 15, Grenzstein | 1,52 m hoch, 0,61 m breit und 0,23 m dick. Eine Seite trägt das Wappen des Bistums Verden, die andere das Wappen der Grafschaft Hoya. | 32204836 | BW   |
| 52° 50′ 59″ N, 9° 17′ 47″ O | Westen 26, Deich      | Nördlich von Westen, teils entlang der Aller. Zur Hälfte abgetragen, aber noch in fünf Abschnitten von zusammen ca. 1300 m unter der modernen Deichaufschüttung und entlang der Aller erhalten. Bereits in der Kurhannoverschen Landesaufnahme von 1778, Blatt 73, verzeichnet. Ca. 2,7 km lang und setzte sich im Norden in einem weiteren Altdeich fort. Erhaltene Höhe maximal 1,0 m; Breite maximal 15 m. Eine archivalische Erwähnung oder das genaue Alter sind nicht bekannt. - Teilstück ID: 36288130 - Teilstück ID: 36288571 - Teilstück ID: 36289039 - Teilstück ID: 36289114                                    | 36287442 | BW   |